# 大藤修
大藤 修（おおとう おさむ、1948年5月 - ）は、日本の歴史学者。文学博士（東北大学・論文博士・1994年）（学位論文「近世農民と家・村・国家 -生活史・社会史の視座から」）。東北大学名誉教授。

## 来歴
山口県生まれ。1971年茨城大学人文学部文学科卒業。1975年東北大学大学院文学研究科博士課程中退、同年国文学研究資料館助手、1988年同助教授、1993年東北大学文学部助教授、2000年同文学研究科教授。2013年定年退任、名誉教授。1994年「近世農民と家・村・国家 -生活史・社会史の視座から」で東北大学より文学博士の学位を取得。

## 著書
- 『近世農民と家・村・国家 生活史・社会史の視座から』吉川弘文館　1996　オンデマンド版　2018　ISBN　9784642733281
- 『近世の村と生活文化 村落から生まれた知恵と報徳仕法』吉川弘文館　2001　オンデマンド版　2018　ISBN　9784642733663
- 『近世村人のライフサイクル』山川出版社　2003　日本史リブレット
- 『仙台藩の学問と教育 江戸時代における仙台の学都化』大崎八幡宮仙台・江戸学実行委員会　2009
- 『検証イールズ事件 占領下の学問の自由と大学自治』清文堂出版　2010
- 『日本人の姓・苗字・名前』吉川弘文館・歴史文化ライブラリー、2012　ISBN　	9784642057530
- 『二宮尊徳』吉川弘文館、人物叢書、2015　ISBN　9784642052740
- 『近世庶民社会論－生老死・「家」・性差』吉川弘文館　2022　ISBN　9784642043526

## 共編著
- 『史料保存と文書館学』安藤正人共著　吉川弘文館　1986
- 『家族と地域社会　シリーズ比較家族』岩本由輝共編　早稲田大学出版部　1996